# Armia Ludowa Republiki Hiszpańskiej

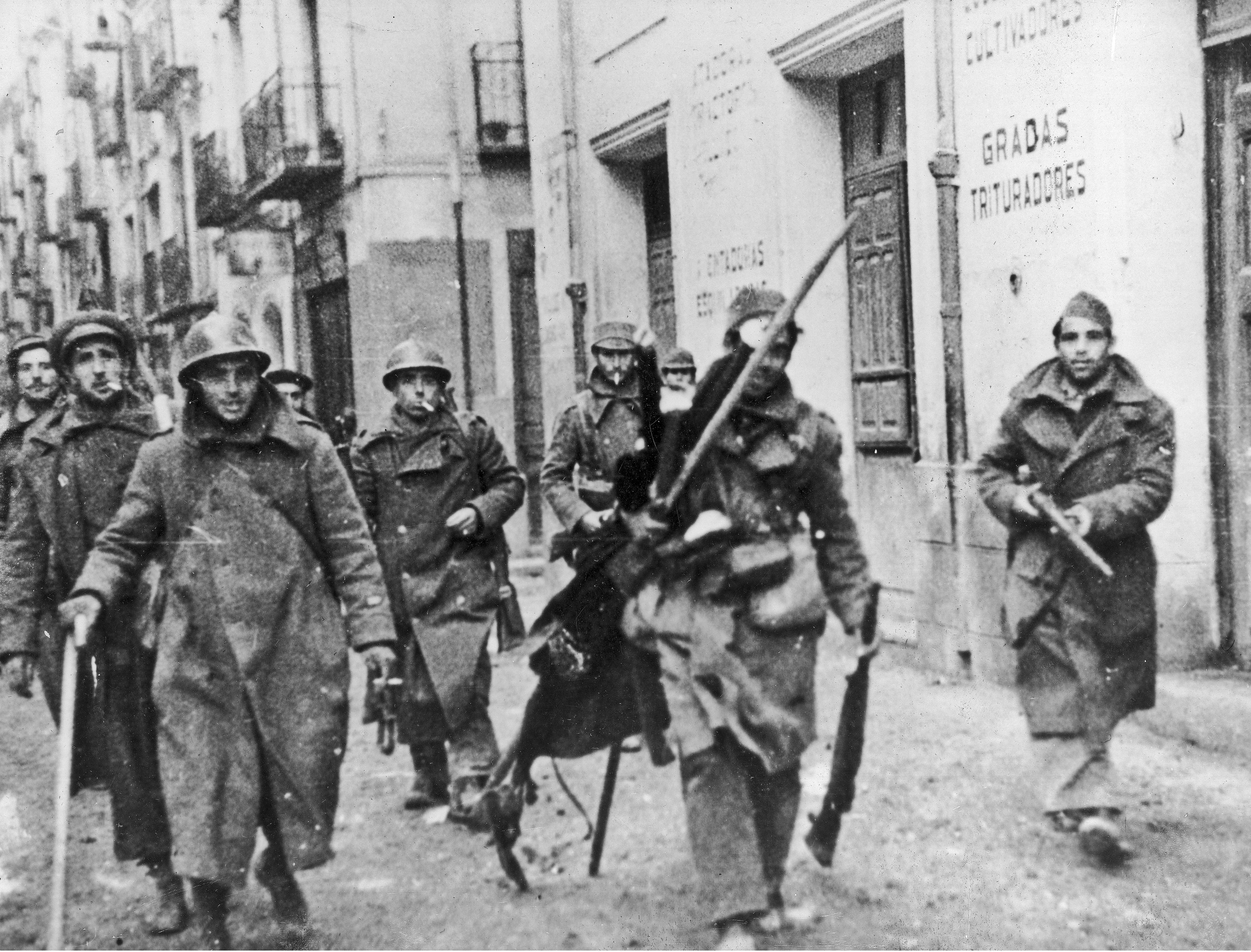
Żołnierze Armii Ludowej Republiki Hiszpańskiej na ulicach Teruel.

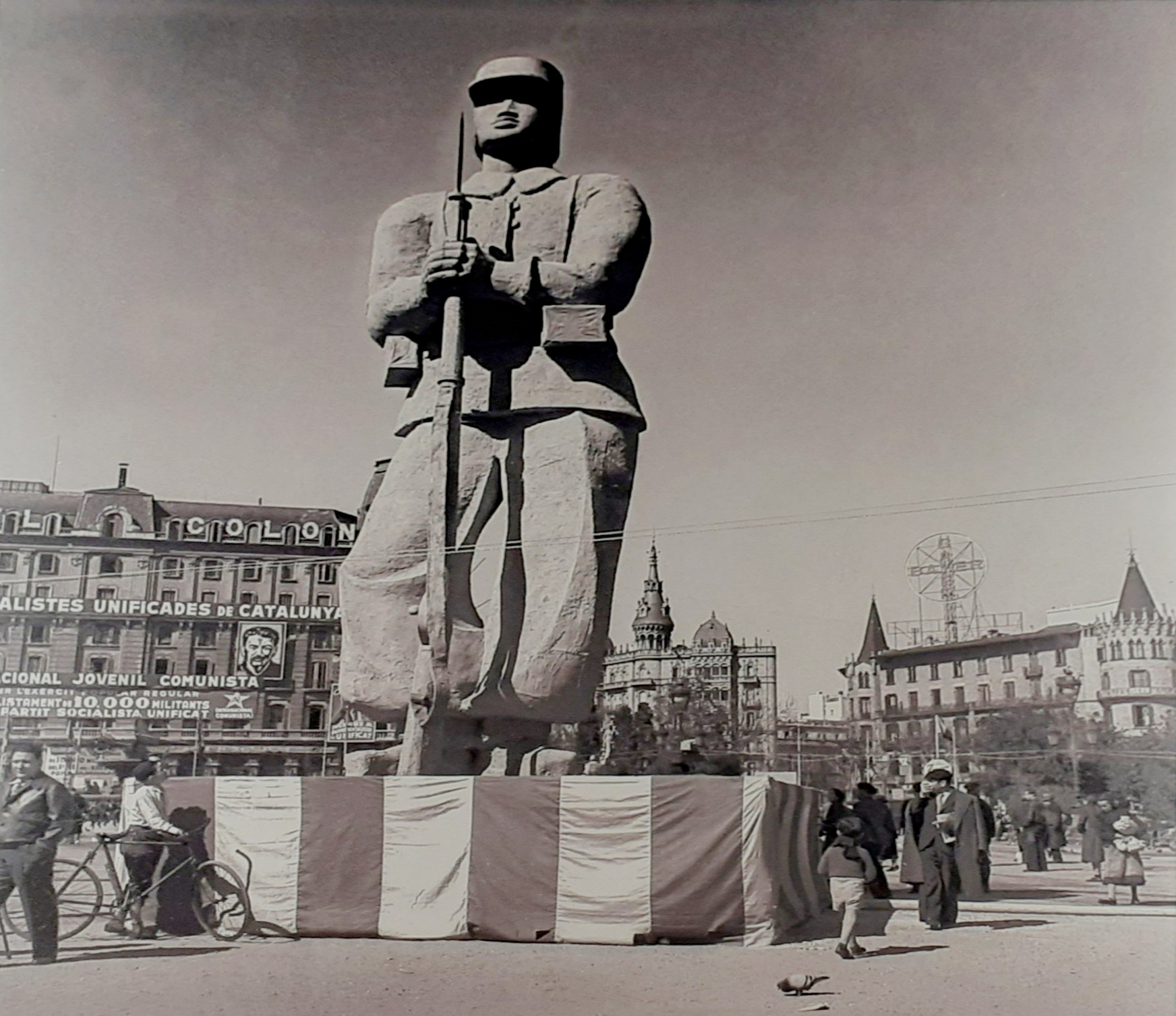
Posąg wzniesiony na Plaza de Catalunya w Barcelonie w 1937 roku w hołdzie żołnierzowi Hiszpańskiej Armii Ludowej

Armia Ludowa Republiki Hiszpańskiej (hiszp. Ejército Popular de la República) – formacja zbrojna Drugiej Republiki Hiszpańskiej, uczestnicząca w wojnie domowej w latach 1936–1939.

## Historia
Hiszpańskie siły zbrojne zwane Armią Ludową Republiki lub Hiszpańską Armią Ludową powstały na bazie lojalnych wobec rządu oddziałów wojskowych oraz Milicji Ludowej. Wierne rządowi pozostały w większości wojska lotnicze i duża część marynarki wojennej.  Dekret o utworzeniu Armii Ludowej został wydany 10 października 1936 roku, całość łącznie z oddziałami Milicji Ludowej zorganizowana została w regularne armie, korpusy, dywizje, brygady, bataliony i kompanie. Zapotrzebowanie na czołgi dla Hiszpańskiej Armii Ludowej w latach 1936–1939 zrealizował głównie Związek Radziecki dostarczając 281 szt. T-26 i 50 szt. BT-5 oraz Francja: 32 szt. FT-17, a minimalnie także Boliwia: 1 szt. Vickers 6-Ton i Włochy: 1 szt. Fiat 3000. 
Pozytywne znaczenia dla Armii Ludowej Republiki Hiszpańskiej oraz wzrost jej autorytetu miała bitwa pod Guadalajarą, gdzie w marcu 1937 oddziały dopiero co utworzonych republikańskich sił zbrojnych pokonały włoski korpus ekspedycyjny.
Ogółem Hiszpańska Armia Ludowa liczyła około 700 tys. żołnierzy, służących w 69 dywizjach. W jej skład wchodziło również sześć Brygad Międzynarodowych, służyli w nich ochotnicy z 54 krajów. Oddziały Armii Ludowej brały udział, m.in. w obronie Madrytu, bitwach nad Jaramą, Guadalajarą, Brunete i Ebro.
W dniach 5–10 lutego 1939 roku około 250 tys. żołnierzy republikańskich sił zbrojnych przekroczyło granicę hiszpańsko-francuską i zostało internowanych w obozach we Francji.

## Dowództwo armii
Dowódca:
Szef sztabu:
- gen. Vicente Rojo[9]

## Struktura organizacyjna
Stan w 1938 roku:
- Grupa Armii Strefy Wschodniej, dowódca: gen. Juan Hernández Saravia[10]
  - Armia Ebro, dowódca: płk Juan Modesto[11]
  - Armia Wschód, dowódca: płk Juan Perea[12]
- Grupa Armii Strefy Centralno-Południowej, dowódca: gen. José Miaja[13]
  - Armia Levante, dowódca: Leopoldo Menéndez[13]
  - Armia Centrum, dowódca: płk Segismundo Casado[14]
  - Armia Estremadura, dowódca: gen. Antonio Escobar Huerta
  - Armia Andaluzja, dowódca: płk Adolfo Prada Vaquero

## Stopnie wojskowe w Armii Ludowej Republiki Hiszpańskiej w latach 1936-1939

### Oficerowie
|                   |  |                     |                                 |                                        |                   |                      |                   |  |
| General (Generał) |  | Coronel (Pułkownik) | Teniente coronel (Podpułkownik) | Comandante o mayor (Dowódca lub major) | Capitán (Kapitan) | Teniente (Porucznik) | Alférez (Chorąży) |  |

### Podoficerowie i szeregowcy
|                            |                     |               |                     |  |
| Brigada (Starszy sierżant) | Sargento (Sierżant) | Cabo (Kapral) | Soldado (Szeregowy) |  |

### Komisarze polityczni
|                   |                                   |                     |                      |                       |                       |                               |  |
| Comisario General | Subcomisario y Secretario General | Comisario Inspector | Comisario de Brigada | Comisario de Batallón | Comisario de Compañía | Delegado Político de Compañía |  |